# أنطوان بوميه
أنطوان بوميه (بالفرنسية: Antoine Baumé) (26 فبراير 1728 - 15 أكتوبر 1804) كيميائي فرنسي ، اخترع ميزانا مدرجا ( وهو المعروف بميزان بوميه ) لقياس الثقل النوعي للسوائل ، وعديدا من العمليات الصناعية الهامة في ميدان الكيمياء الصناعية.

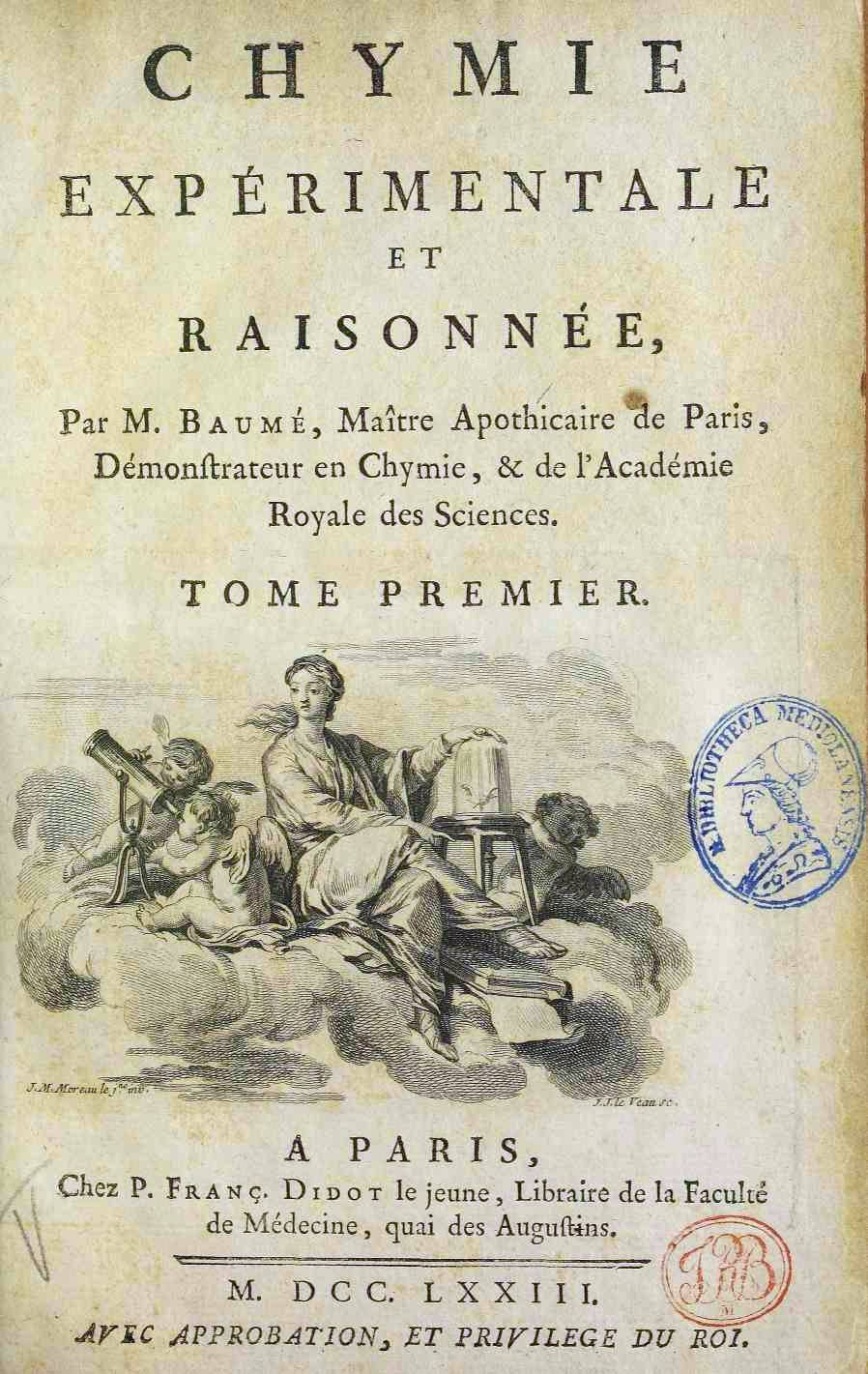
Chymie expérimentale et raisonnée, vol. 1, 1773

## اقرأ أيضاً
- مقياس بوميه